# トレニタリア

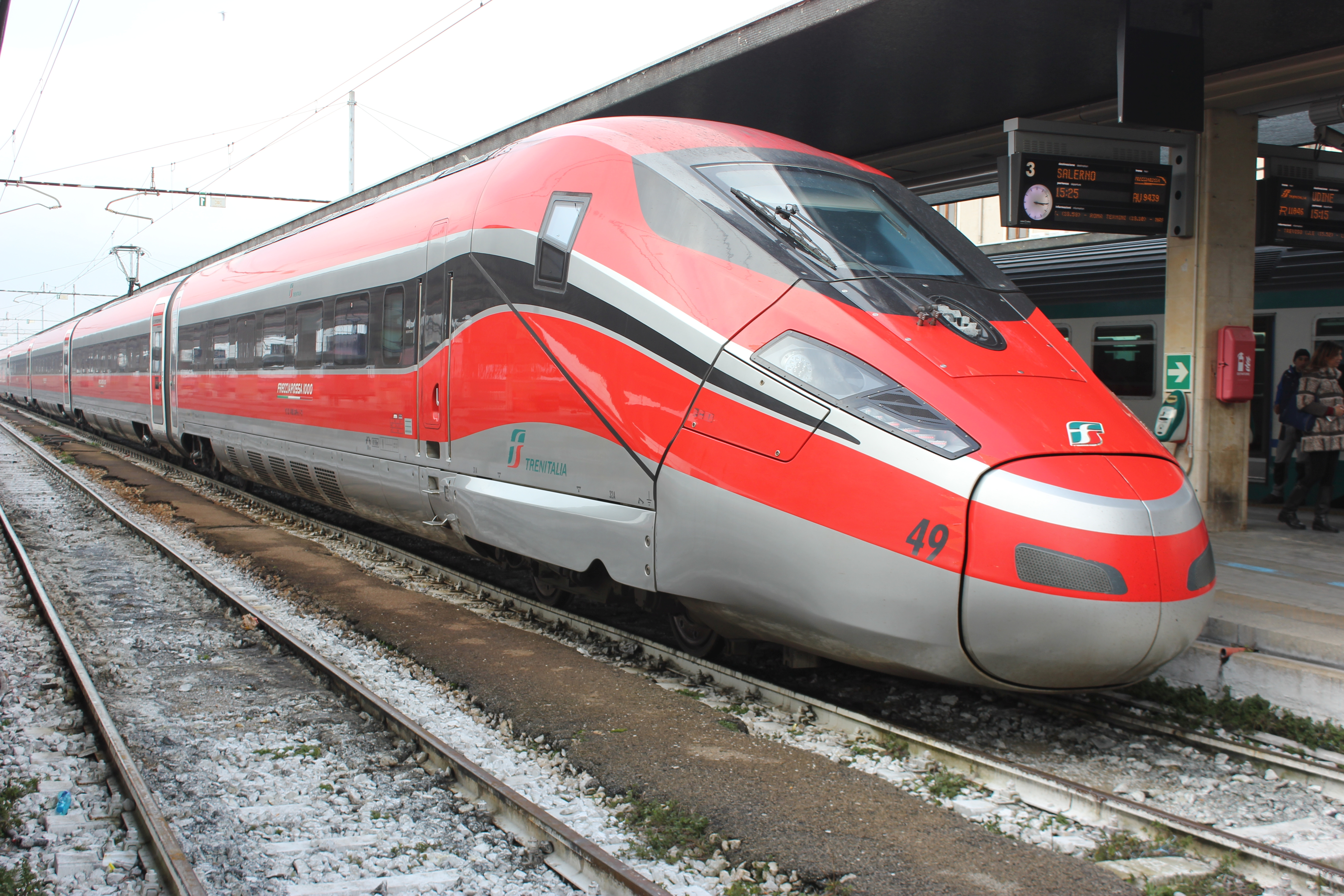
フレッチャロッサ1000（ETR400/1000）

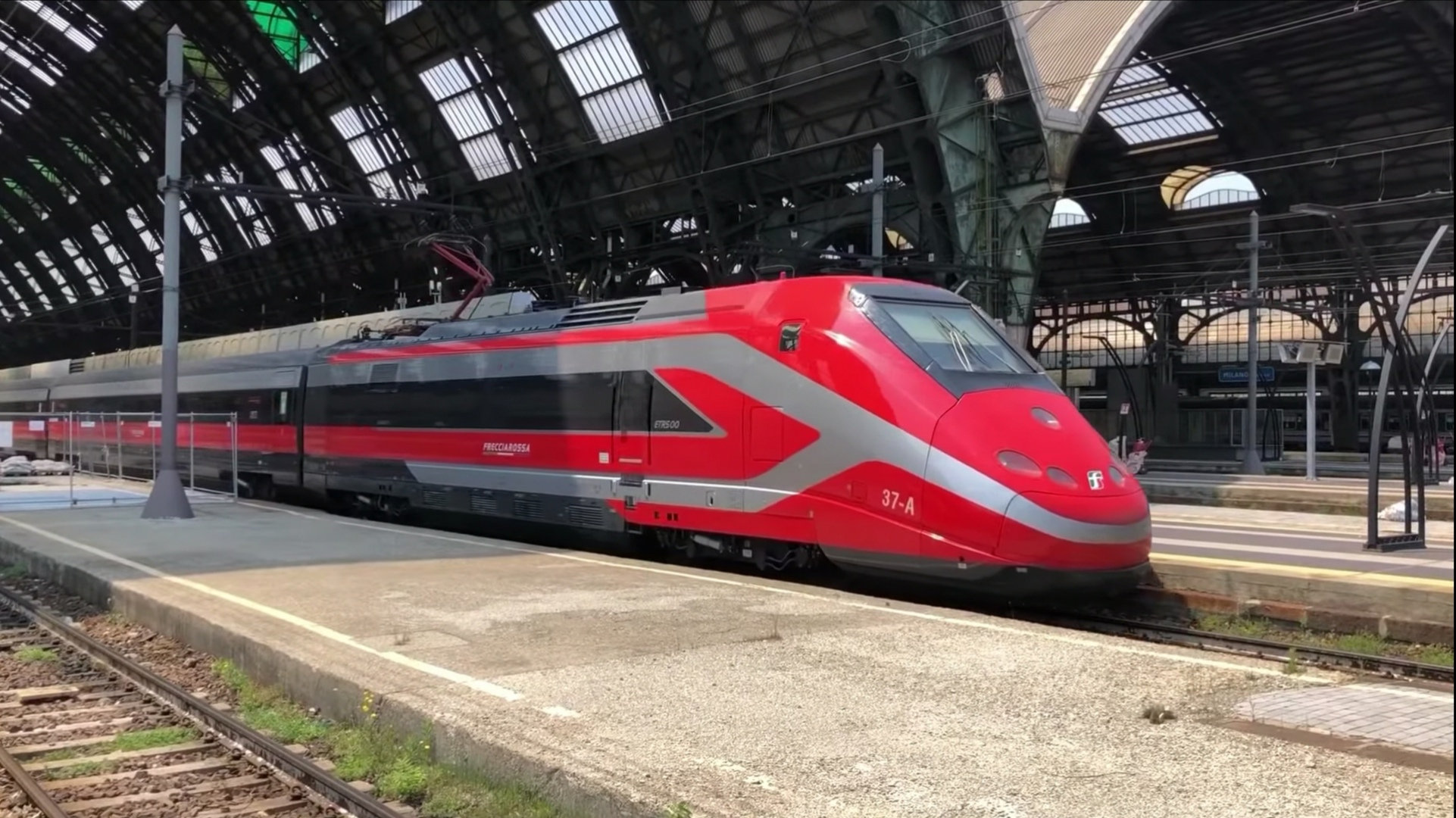
初代フレッチャロッサ（ETR500／新塗装：2022年～）

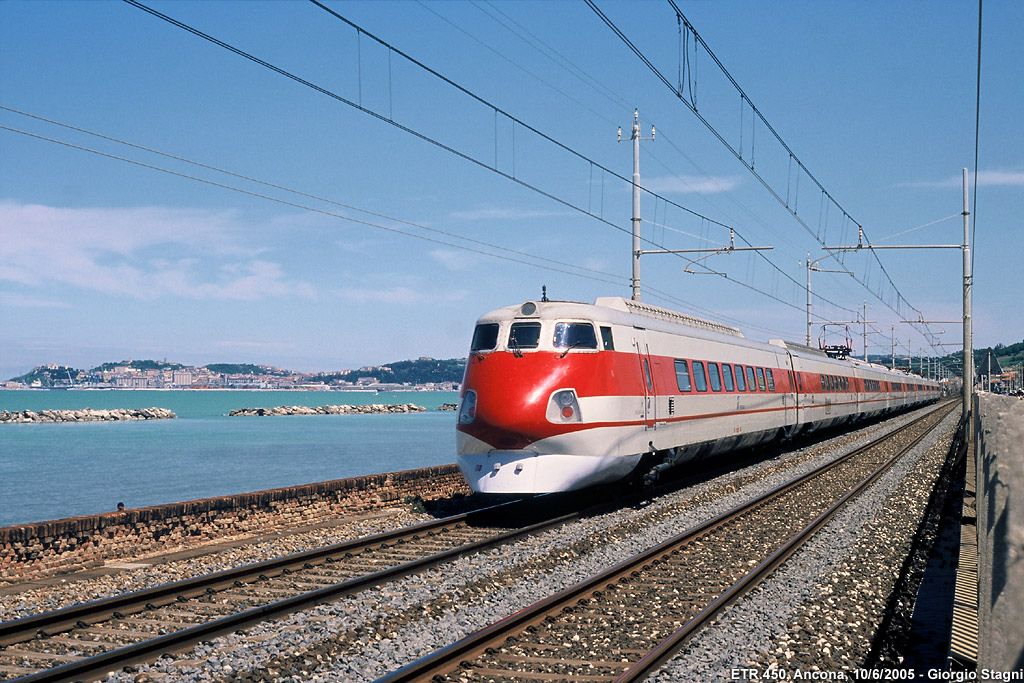
初代ペンドリーノ（ETR450）

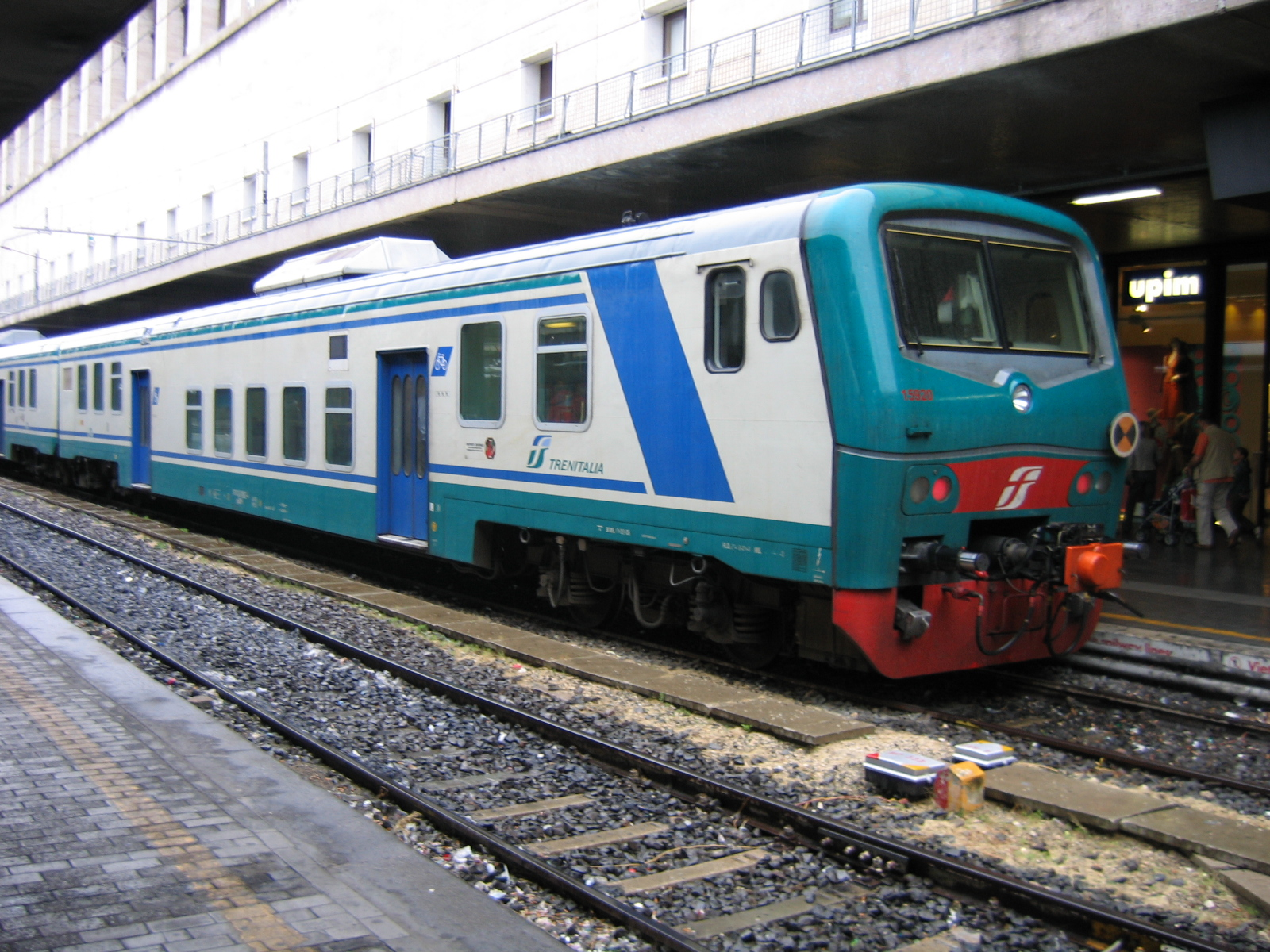
インテルシティの車両

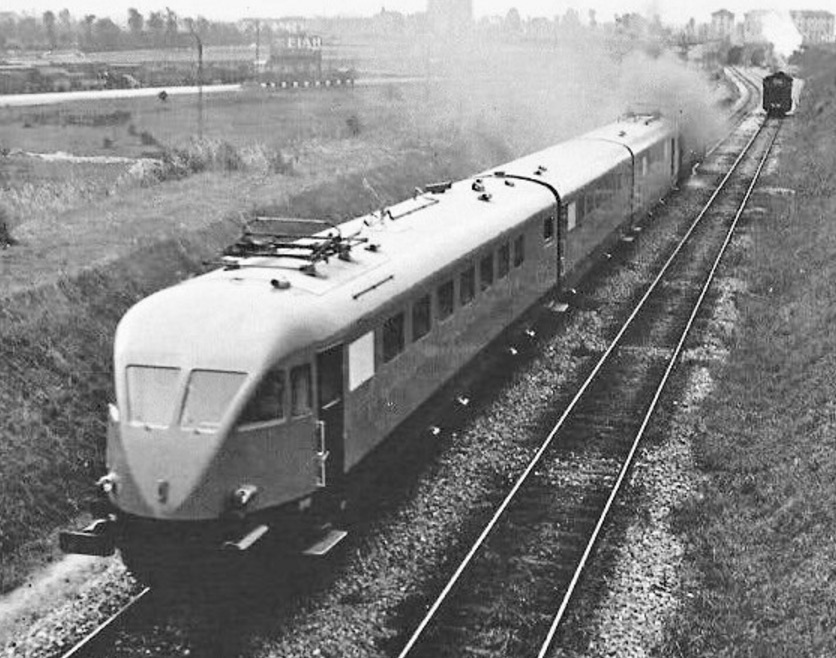
戦前の名車ETR200

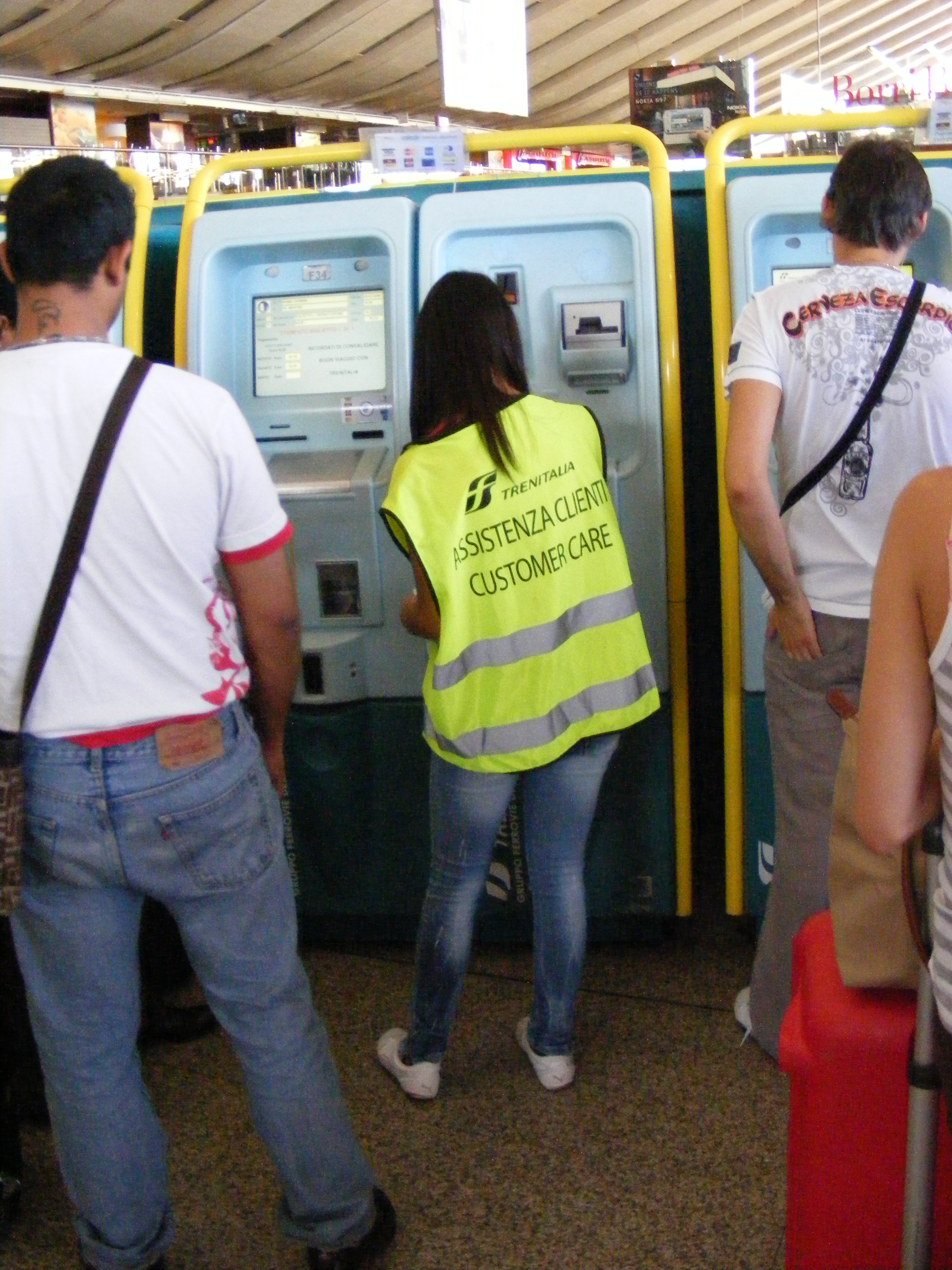
自動券売機

トレニタリア （Trenitalia） は、イタリア国鉄 (Ferrovie dello Stato、FS) の列車運行業務を引き継ぐ民営鉄道会社である。

## 概要
トレニタリアは、イタリア国鉄（Ferrovie dello Stato）の業務を引き継ぐ民営鉄道会社だが、イタリア国鉄自体は民営化され、フェッロヴィーエ・デッロ・スタート株式会社 (Ferrovie dello Stato S.p.A.) に改称され、トレニタリアの全株式をもつ親会社である。略称は国鉄時代を引き継ぎ、FSのままになっている。
鉄道路線はイタリア全土をくまなく網羅しており、主な電化方式は直流3,000 Vである。従来より日本の鉄道と同様な電車に主力を置き、電車による特急列車も1930年代から運転している。
また、これらの特急型電車は特にETR型と称し、連接台車とカルダン駆動による先進的な設計であった。ETR200、ETR250、ETR300（セッテベッロ）が製造され、これらが発展して、ETR400/1000（フレッチャロッサ1000）となった。

## 路線
路線営業キロは約1万6,000 kmで、路線密度は日本とほぼ同じである。しかし、イタリア経済の南北格差同様、ミラノ・トリノ・ジェノヴァの3大都市を擁する北部の鉄道網が密なのに対して、南部には鉄道空白地帯も少なくない。
イタリアは山岳国で、路線は勾配や曲線が多い線形になっているため、動力分散方式の採用や、車体傾斜式車両の研究開発が古くから行われてきた。また、鉄道の電化にも力を入れてきた。都市間をより直線的に結ぶ高速線（ディレッティッシマ）の建設もゆっくりとした進度ながら進められている。
複線化率は約4割で、左側通行である。

## 列車種別
トレニタリアに設定されている列車種別は、概ね以下のようなものがある。

### 優等列車
フレッチャロッサ（Frecciarossa）
「赤い矢」の意。ETR500型およびETR400型による高速列車で、トレニタリアの看板列車であり、かつて存在したユーロスター・イタリアの後継種別である。高速新線を中心に最高速度300 km/hで走る。
フレッチャルジェント（Frecciargento）
「銀の矢」の意。ETR485型、ETR600型又はETR610型車体傾斜式電車（ペンドリーノ）による新在直通高速列車で、最高速度は250 km/h。2022年中にフレッチャロッサに統合予定。
フレッチャビアンカ（Frecciabianca）
「白い矢」の意。都市間長距離列車で、機関車+客車の編成で運用される。運賃面でもインテルシティより一段高い従来線の特急列車。2022年中にインテルシティに統合予定。
インテルシティ（InterCity）
イタリア国内の都市を結ぶ従来線の特急列車。機関車+客車の編成で運用される。
エウロシティ（EuroCity）
イタリアの都市と、国外の都市を結ぶ国際特急列車。スイス方面へ運転されていたチザルピーノ（Cisalpino; ETR470型又はETR610型電車により運行）も、チザルピーノ社営業終了に伴いユーロシティに統合された。ミラノとフランスのパリを結ぶ列車にはフランスのTGVが使用されるが、イタリア国内はユーロシティの列車種別で運転される。
インテルシティ・ノッテ（InterCity Notte）
イタリア国内の都市間を結ぶ夜行列車。
エウロナイト（EuroNight）
ヨーロッパの都市間を結ぶ国際夜行列車。

### ローカル列車
レジョナーレ・ヴェローチェ（Regionale Veloce）
中距離運行の快速列車。
レジョナーレ（Regionale）
普通列車。

### 過去の列車種別
ディレット（Diretto）
快速（準急）列車。2006年12月改正でレジョナーレに統合。
インテルレジョナーレ（Interregionale）
比較的長い距離を走った普通列車。いくつかの駅を通過することもある。2006年12月改正でレジョナーレに統合。
トレノーケー（TrenOK）
ローマ - ミラノ、ローマ - バーリを結んだ格安特急列車。全車2等車で、初代ペンドリーノのETR450型電車が使用された。2007年12月改正で廃止。
ティ・ビズ（T-Biz）
全車ビジネスクラスのビジネス特急。ミラノとローマを、途中ボローニャのみの停車で運行する。平日のみ1日2往復が運転され、ETR480型電車が使用されたが、2008年12月改正でエウロスター・イタリア アルタ・ヴェロチタに置き換えられた。
インテルシティ・プラス（InterCity Plus）
リニューアル客車を使用した全車指定席の特急列車。2009年6月改正で廃止され、エウロスター・シティに置き換えられたもの以外はインテルシティに格下げされた。なお、同改正でインテルシティも全車指定席となっている。
エウロスター・イタリア・アルタ・ヴェロチタ（Eurostar Italia Alta Velocità）
2008年12月ダイヤ改正でディレッティッシマを走る高速列車の種別として制定。2012年6月改正で、車両形式に応じフレッチャロッサとフレッチャルジェントに分離された。
エウロスター・シティ（Eurostar City）
2006年12月ダイヤ改正で東海岸ルートのミラノ～レッチェ間に1日1往復運行されたが、2009年6月改正でインテルシティ・プラスの多くが本種別に移行し、本数・走行線区とも大幅に増えた。2011年12月改正でフレッチャビアンカに改称された。
エウロスター・イタリア（Eurostar Italia）
かつてイタリアの「看板列車」として、主にディレッティッシマを走る列車の名称だったが、2012年6月ダイヤ改正でETR460型車体傾斜式電車（ペンドリーノ）で運行される在来線特急列車の名称となっていたが、2012年12月のダイヤ改正でフレッチャビアンカに統合された。
エスプレッソ（Espresso）
急行列車。末期は夜行列車の列車種別となっていたが、2012年12月ダイヤ改正でインテルシティ・ノッテに統合された。